# Kunz Automobile Company
Kunz Automobile Company war ein Hersteller von Automobilen in Milwaukee im US-amerikanischen Bundesstaat Wisconsin.
Die Firma wurde Ende 1901 von John L. Kunz gegründet und produzierte von 1902 bis mindestens 1905 Runabouts und Roadsters. In den Jahren 1903 und 1904 fungierte sie unter dem Namen Speedwell Automobile Company of Milwaukee. 1905 kehrte sie zur ursprünglichen Markenbezeichnung zurück, stellte die Produktion von Kraftwagen danach aber bald ein.

## Unternehmensgeschichte
Kunz, geboren 1866 in Appleton (Wisconsin), hatte bereits 1897 ein erstes Automobil gebaut, das er im folgenden Jahr verkaufen konnte. Danach zog er um nach Milwaukee und eröffnete eine erfolgreiche mechanische Werkstätte. Ende 1901 etablierte er die Kunz Automobile Company und nahm die Automobilproduktion wieder auf. Kurz darauf erfolgte die Umbenennung in Kunz Automobile & Motor Company und schon wenige Monate danach in Speedwell Automobile Company. 1903 und 1904 wurden seine Automobile als Speedwell verkauft. Eine letzte Reorganisation erfolgte 1905, als das Unternehmen mit US$ 75.000 rekapitalisiert und in J. L. Kunz Machine Company umbenannt wurde; die Fahrzeuge wurden nun wieder als Kunz vermarktet. Die Produktion war rein handwerklich. Nach eigenen Angaben entstanden 1904 nur zwölf Speedwell. Ein für das Frühjahr 1905 geplanter Ausstoß von 100 Fahrzeugen dürfte bei weitem nicht erreicht worden sein. Danach gab Kunz die Automobilproduktion auf und konzentrierte sich auf seine Werkstätte. 1917 änderte er den Firmennamen ein letztes Mal in Kunz Wheel Company und stellte selbst entwickelte Auto- und LKW-Felgen aus federndem Stahlblech her.

## Fahrzeuge
Der 340 kg schwere Kunz Runabout von 1902, mit einer „Dos-à-dos“-Zusatz-Sitzbank hinten mit Sitzrichtung nach hinten, hatte einen wassergekühlten Einzylinder -Viertaktmotor, dessen Einlass- über dem Auslassventil angeordnet war und der 4½ PS bei bis zu 1400 Umdrehungen/Minute schaffte. Der Motor war zeittypisch unter dem Fahrersitz montiert. Der Wagen hatte ein Sliding Wedge genanntes Getriebe eigener Konstruktion mit drei Vorwärtsgängen und einem Rückwärtsgang. Die Kraft wurde mittels Antriebskette übertragen. Laut firmeneigener Werbung sollte der Wagen mit einer Tankfüllung 175–200 Meilen (280–320 km) Fahrstrecke bewältigen können. Gelenkt wurde, wie auch schon bei dem noch ohne Zusatzsitze gebauten Runabout von 1901, mit einem langen Lenkhebel, der auf die Vorderachse wirkte.
Der Speedwell Roadster von 1903 war wiederum ein zeitgemäß typischer kleiner Zweisitzer im Buggy-Stil und eine Weiterentwicklung des Kunz mit stärkerem Einzylinder-Motor, der nun ganze acht PS leistete. Das offenbar unzulängliche Sliding Wedge-Getriebe wurde nicht mehr verwendet; der Antrieb erfolgte stattdessen über ein Zwei-Gang-Umlaufrädergetriebe und eine Kette auf die Hinterachse. Der Radstand betrug 1727 mm (68 Zoll). Die Lenkung blieb unverändert. Das Automobil war damals für etwa 1000 US-Dollar zu haben.
Während die Vorgängermodelle deutlich an den Kutschenbau erinnert hatten, wurde der nun wieder Kunz genannte Wagen von 1905 stark verbessert. Der 8-PS-Motor blieb zwar unter dem Sitz, aber der Wasserkühler wurde vom Wagenboden an die Fahrzeugfront verlegt. Anstelle der Spritzwand gab es hinter dem Kühler einen Stauraum, wodurch das Erscheinungsbild deutlich moderner wurde. Der Radstand wuchs auf 1829 mm (72 Zoll), und anstelle der archaischen Lenkung mittels Kuhschwanz-Hebel gab es nun eine nur wenig modernere. Mittels eines kurzen, senkrecht seitlich rechts am Sitz angebrachten Hebels wurde die Lenkbewegung über ein Gestänge übertragen. Der Preis wurde reduziert auf US$ 675.

## Modellübersicht
| Bauzeit   | Modell             | Leistung PS | Radstand mm | Listenpreis US$ |
| --------- | ------------------ | ----------- | ----------- | --------------- |
| 1901–1902 | Kunz Runabout      | 4½          |             | 1000            |
| 1903–1904 | Speedwell Runabout | 8           | 1727        | 1000            |
| 1905      | Kunz Runabout      | 8           | 1829        | 675             |

## Weitere Speedwell-Automobile anderer Hersteller
- Speedwell (USA, Dayton OH)[4]
- Speed-Well (USA, Milwaukee WI)[5]
- Speedwell (UK, Reading und London)